# Любомира Бачева
Любомира Бачева е българска тенисистка, родена на 7 март 1975 г. в град София, България. Състезателка за Фед Къп.

## Биография
Любомира Бачева започва да тренира тенис от 5-годишна възраст под ръководството на майка си Мария Чакърова - Бачева, която е 10 кратна шампионка на България. Още в ранна детска възраст показва голям потенциал. Спечелва европейското първенство за девойки до 14 г. през 1989 г. и получава приза за най-прогресираща професионалистка от европейската тенис асоциация. Любомира е неотделна част от българския отбор за Фед Къп. Първото си участие записва още през 1993 г. Сред най-големите ѝ успехи са несъмнено победата над Ким Клайстърс, полуфинала в Ещорил, Португалия и четвъртфинал в Антверпен, Белгия. Въпреки че се състезава основно на сингъл, най-големите ѝ победи са от участията на двойки. Тя има две турнирни титли от календара на женската тенис асоциация. Тренирала е при майка си Мария Бачева, брат си Теодор Бачев и съпруга си Анатоли Стоянов. Оттегля се през 2004 г. поради контузия.

## Кариера
- 1991 – дебютира на турнира в Милано, Италия срещу друга българка - Магдалена Малеева. Губи в оспорван трисетов мач.
- 1992 – 1998 – участва предимно на двойки. В проявите си на сингъл няма забележителни успехи.
- 1999 – идва големия успех на Любомира. Тя започва от квалификациите на турнира в Ещорил, Португалия и достига до полуфинал, като във втори кръг отстранява друга българка (с германски паспорт) - Елена Пампулова-Вагнер. Достига за първи път до втори кръг на Ролан Гарос (French Open), като в първи кръг побеждава младата звезда на домакините Виржини Разано.
- 2000 – Започва годината със загуба срещу Джил Крейбъс в Оукланд, Нова Зеландия. На турнира в Хамбург, Германия се представя много добре. Минава три кръга на квалификациите, като в третия кръг побеждава холандската ръкета номер 1 Седа Ноорландер. В първи кръг от основната схема побеждава Павлина Стоянова-Нола в два сета. Във втори кръг среща испанската звезда Кончита Мартинес. Бачева печели първия сет и запазва добрата си игра във втория. Въпреки това губи с 5-7. В третия сет повежда, но Мартинес успява да изравни и да спечели мача с 4-6 7-5 6-4. Това е един от най-силните мачове в кариерата ѝ. След две седмици на турнира в Антверпен, Белгия Бачева стига до четвъртфинал. В първия кръг тя побеждава Барбара Ритнер от Германия, а във втория кръг побеждава абсолютната фаворитка и бъдеща номер 1 в света Ким Клайстерс в два кратки сета 6-2 6-2. Достига до втори кръг на Уимбълдън с победа над Морийн Дрейк в първи кръг. На Откритото първенство по тенис на САЩ също достига втори кръг. Стига полуфинал в Денин, Франция ($50 000) и финал в Бордо, Франция ($75 000). В Бордо побеждава младата испанска звезда Анабел Медина-Гаригес. На двойки печели в Будапеща, Унгария (с партньорка Торенс-Валеро), достига до финал в Люксембург(с Торенс-Валеро), до полуфинал в Хамбург, Германия (с Аманда Хопманс), Антверпен, Белгия (с Ирода Туляганова), Марсилия, Франция ($50 000, с Торенс-Валеро), Поатие, Франция ($75 000, с Каролин Денин) и до четвъртфинал в Братислава, Словакия (с Торенс-Валеро).
- 2001 – Стартира със загуба срещу Надя Петрова. Достига до четвъртфинал в Опорто, Португалия. Във втори кръг побеждава Чанда Рубин, състезателка от топ 10. В Палермо, Италия побеждава Натали Виерин. Достига финал в Денин, Франция ($50 000), печели в Бордо, Франция ($75 000) с победи над тенисистки като Антонела Сера-Занети, Емили Лоа и Ана Смашнова. В Люксембург печели в първи кръг срещу Франческа Скиавоне. На двойки печели в Казабланка, Мароко, достига полуфинал в Опорто, Португалия, а на турнира в Берлин в тим с Аса Карлсон отстраняват във втори кръг звездната двойка Аранча Санчез-Викарио и Мартина Навратилова.
- 2002 – Бачева достига до четвъртфинали в Будапеща и Палермо. На двойки има значително повече успехи. Печели в няколко турнира от календара на международната тенис асоциация, достига до финал в Палермо и до полуфинали във Варшава и Будапеща.
- 2003-2004 – Любомира Бачева играе основно в турнири от международната тенис асоциация. Има известни успехи, както на сингъл, така и на двойки, но са значително по-малки в сравнение с успехите през периода 2000-2001. Последният турнир, на който участва, е в Денин, Франция през септември 2004 г. Там губи в първи кръг от Дели Рандриантефи от Мадагаскар в два сета.

## Финали

### Титли на сингъл (9)
| Година | Турнир      | Категория    |
| 1991   | Сибеник     | ITF $ 10 000 |
| -      | Дубровник 2 | ITF $ 10 000 |
| 1997   | Ребек       | ITF $ 10 000 |
| 1998   | Брест       | ITF $ 10 000 |
| -      | Довил       | ITF $ 10 000 |
| 1999   | Динан       | ITF $ 25 000 |
| -      | Денин       | ITF $ 25 000 |
| -      | Бордо       | ITF $ 50 000 |
| 2001   | Бордо       | ITF $ 75 000 |

### Загубени финали на сингъл (16)
| Година | Турнир       | Категория    |
| 1991   | Дубровник 1  | ITF $ 10 000 |
| -      | Хасково      | ITF $ 10 000 |
| 1992   | Вайхинген    | ITF $ 25 000 |
| 1995   | Сполето      | ITF $ 25 000 |
| 1997   | Албена       | ITF $ 10 000 |
| -      | Моулинс      | ITF $ 10 000 |
| -      | Довил        | ITF $ 10 000 |
| 1998   | Пучхайм      | ITF $ 25 000 |
| -      | Дармщат      | ITF $ 25 000 |
| -      | Ле Контамине | ITF $ 25 000 |
| 1999   | Биел         | ITF $ 25 000 |
| -      | София 3      | ITF $ 25 000 |
| 2000   | Бордо        | ITF $ 75 000 |
| 2001   | Денин        | ITF $ 50 000 |
| 2003   | Кунео        | ITF $ 50 000 |
| 2004   | Вител        | ITF $ 50 000 |

### Титли на двойки (2 WTA 11 ITF)
| Година | Турнир       | Организатор | Категория      | Партньор               |
| 2000   | Будапеща     | WTA         | IV – $ 110 000 | Кристина Торенс-Валеро |
| 2001   | Казабланка   | WTA         | V – $ 110 000  | Аса Карлсон            |
| 1991   | Хелзинки     | ITF         | $ 10 000       | Елена Погорелова       |
| -      | Дубровник    | ITF         | $ 10 000       | Ивона Хорват           |
| -      | Хасково      | ITF         | $ 10 000       | Галя Ангелова          |
| 1993   | София 2      | ITF         | $ 25 000       | Галя Ангелова          |
| 1997   | Довил        | ITF         | $ 10 000       | Юлия Абе               |
| 1998   | Ле Контамине | ITF         | $ 25 000       | Жасмин Воер            |
| -      | София 2      | ITF         | $ 25 000       | Майке Коутстал         |
| 2002   | Биела        | ITF         | $ 50 000       | Ева Бес                |
| -      | Жирона       | ITF         | $ 50 000       | Гала Леон Гарсия       |
| -      | Поатие       | ITF         | $ 50 000       | Евгения Куликовская    |
| 2004   | Кан сюр Мер  | ITF         | $ 75 000       | Ева Бирнерова          |

### Загубени финали на двойки (19)
| Година | Турнир      | Организатор | Категория       | Партньор               |
| 1991   | Манчестър   | ITF         | $ 25 000        | Барбара Грифитс        |
| 1992   | Лимож       | ITF         | $ 25 000        | Силвия Стефкова        |
| -      | София       | ITF         | $ 25 000        | Галя Ангелова          |
| 1994   | Атина       | ITF         | $ 10 000        | Сандра Ван дер Аа      |
| 1995   | София       | ITF         | $ 25 000        | Река Видатс            |
| 1997   | Албена      | ITF         | $ 10 000        | Антоанета Панджерова   |
| 1998   | Вайхинген   | ITF         | $ 25 000        | Юлия Абе               |
| -      | Довил       | ITF         | $ 10 000        | Ирода Туляганова       |
| 1999   | Бордо       | ITF         | $ 50 000        | Кристина Торенс-Валеро |
| 2000   | Люксембург  | WTA         | III – $ 170 000 | Кристина Торенс-Валеро |
| 2001   | Орбетело    | ITF         | $ 50 000        | Лоранс Куртоа          |
| -      | Поатие      | ITF         | $ 75 000        | Аманда Хопманс         |
| -      | Саутхемптън | ITF         | $ 50 000        | Елена Татаркова        |
| 2002   | Палермо     | WTA         | V – $ 110 000   | Анжелика Рьош          |
| 2003   | Кунео       | ITF         | $ 50 000        | Стефани Хайднер        |
| -      | Жирона      | ITF         | $ 50 000        | Роберта Винчи          |
| 2004   | Ортисей     | ITF         | $ 75 000        | Анжелика Рьош          |
| -      | Модена      | ITF         | $ 75 000        | Ева Бирнерова          |
| -      | Денин       | ITF         | $ 75 000        | Михаела Пастикова      |

## Класиране в ранглистата в края на годината
| Година | 1990 | 1991 | 1992 | 1993 | 1994 | 1995 | 1996 | 1997 | 1998 | 1999 | 2000 | 2001 | 2002 | 2003 | 2004 |
| Сингъл | 632  | 282  | 183  | 270  | 276  | 229  | 325  | 253  | 155  | 73   | 98   | 114  | 158  | 152  | 219  |

## Интересно
Любомира Бачева успява да си създаде име и намира място в националния отбор в период, в който за България играят сестри Малееви. Само по себе си това е значително постижение. През дългата си кариера тя има много успехи – класира се за турнирите от Големия шлем, играе за Фед Къп, както и в най-силното клубно първенство в света - в първа бундеслига в Германия. Тя има победи над множество състезателки от топ 20 на света - Ким Клайстърс, Анабел Медина-Гаригес, Чанда Рубин, Емили Лоа, Франческа Скиавоне и Ана Смашнова. Като свои хобита тя изброява: музика, четене, танци и моделинг. Харесва още баскетбол и плуване.